# Улица 20 лет Октября (Липецк)
У́лица 20 лет Октября́ — исчезнувшая улица Липецка. Находилась в Советском районе (ныне эта территория входит в состав Октябрьского округа) и проходила в Диком от улицы Неделина до улицы Мичурина (между улицами Орджоникидзе и Котовского).
Первоначальное название — Октя́брьская у́лица. 26 января 1936 года переименована в числе всех улиц в Диком, имевших тёзок в остальной части Липецка. Новое имя — улица Варейкиса — было дано в честь руководителя воронежского обкома ВКП(б) (в состав Воронежской области в то время входил Липецк) И. М. Варейкиса (1894—1939). Однако после его ареста в 1937 году улицу переименовали по предстоящему юбилею Великой Октябрьской социалистической революции.
Улица была застроена частными домами, которые были снесены ко второй половине 1970-х годов при строительстве 16-го микрорайона.